# Vincenc Krahulec
Vincenc, v některých zdrojích také Vincent Krahulec (1925 – 2. března 1966), byl slovenský a československý politik KSČ, v 60. letech 20. století poslanec Slovenské národní rady a ministr – předseda Slovenské plánovací komise.

## Biografie
Za války se jako student zapojil do odboje v regionu Banská Štiavnica a podílel se na Slovenském národním povstání. Roku 1945 absolvoval vyšší průmyslovou školu chemickou. Pak pracoval v chemických závodech v Novákách. Roku 1951 poté, co dokončil základní vojenskou službu, se v tomto podniku stal vedoucím výroby. V období let 1952–1954 a opětovně 1957–1963 byl podnikovým ředitelem Chemických závodů Jiřího Dimitrova v Bratislavě. Mezitím v letech 1954–1957 působil coby ředitel hlavní správy ministerstva chemického průmyslu. V červnu 1963 se stal předsedou Slovenské plánovací komise. V září 1963 se Krahulec stal členem československé vlády Jozefa Lenárta coby ministr – předseda Slovenské plánovací komise. Křeslo si udržel do své smrti v roce 1966.
V letech 1960–1966 se rovněž uvádí jako účastník zasedání Ústředního výboru Komunistické strany Slovenska. Byl členem Kontrolní a revizní komise KSS a k roku 1963 se zmiňuje i jako člen předsednictva Krajského výboru KSS pro Západoslovenský kraj. Zároveň zastával v letech 1963–1966 funkci místopředsedy Slovenské národní rady. Do SNR byl zvolen dodatečně v roce 1963 a mandát poslance Slovenské národní rady obhájil ve volbách roku 1964. Bylo mu uděleno Vyznamenání Za zásluhy o výstavbu a Řád práce. Zemřel tragicky ve věku 41 let.